# ماودي (فلم)
ماودي (بالإنجليزية: Maudie) هو فيلم سيرة ذاتية رومانسي درامي، من إخراج إيسلينغ والش، وبطولة سالي هوكينز وإيثان هوك. وإنتاج مشترك من أيرلندا وكندا، الفيلم هو عن حياة الفنانة مود لويس، التي رسمت في نوفا سكوشا. صَور الفيلم في سانت جونز، نيوفندلاند ولابرادور.

## الممثلون
- سالي هوكينز بدور مود لويس
- إيثان هوك بدور إيفرت لويس
- كاري ماتشيت بدور ساندرا
- زاكاري بينيت بدور تشارلز
- غابرييل روز بدور العمة إيدا
- جريج مالون بدور السيد هيل

## روابط خارجية
- الموقع الرسمي
- ماودي على موقع IMDb (الإنجليزية)
- ماودي على موقع ميتاكريتيك (الإنجليزية)
- ماودي على موقع روتن توميتوز (الإنجليزية)
- ماودي على موقع نتفليكس (الإنجليزية)
- ماودي على موقع قاعدة بيانات الأفلام العربية
- ماودي على موقع ألو سيني (الفرنسية)
- ماودي على موقع Turner Classic Movies (الإنجليزية)
- ماودي على موقع أول موفي (الإنجليزية)
- ماودي على موقع بوكس أوفيس موجو (الإنجليزية)
- ماودي على موقع فيلمافينيتي (الإسبانية)
- Maudie at Cineuropa